# Хазена
Хазена (чеш. házená) — чешская игра с мячом, прародитель гандбола.

## История
Игра получила расспорстранение в 1890 в Чехии; название «хазена» образовано от слова чеш. házená — «бросать, кидать». Изначально игра сводилась к перебрасыванию и ловле мяча в смешанных группах без единоборства.
В 1917 Макс Хейзер создал новую игру для женщин под названием «ручной мяч» (гандбол). В 1918 возникли два противоборствующих течения игры: чешская «хазена» (на востоке) и немецкий «гандбол» (на севере и на западе).

## Правила
Правила похожи на правила командного гандбола, но есть и некоторые существенные различия:
- размер поля: 45×30 метров[3]
- размер ворот: высота 240 см, ширина 200 см.
- размер мяча: 580 на 605 мм.
- Поле разделено на три зоны: треть защиты, средняя треть, треть нападения.
- Позиции игроков называются: вратарь (1), защитник (1), полузащитник (2), нападающий (3).
- игрок не может удерживать мяч дольше трех секунд, может бросить мяч в голову или отскочить от земли — максимум два раза, количество шагов не ограничено
- удар по воротам производится перед площадью ворот — можно высовываться или подпрыгивать, но падение должно происходить за пределами площади ворот
- вратарь и защитник могут зайти в площадь своих ворот; нападающие могут зайти в площадь ворот соперника, но не могут бить оттуда
- защитник и полузащитники не могут вступать в третью атакующую зону, нападающие не могут вступать в третью защитную, и есть ещё несколько правил для перехода между третями.
- игроки могут быть удалены на пять (один жёлтый) или десять минут (двойной жёлтый).